# TU Возничего
TU Возничего (лат. TU Aurigae), HD 46421 — одиночная переменная звезда в созвездии Возничего на расстоянии приблизительно 1772 световых лет (около 543 парсеков) от Солнца. Видимая звёздная величина звезды — от +8,3m до +7,6m.

## Характеристики
TU Возничего — красный гигант, пульсирующая полуправильная переменная звезда типа SRB (SRB) спектрального класса M5III или M4:IIIvar. Эффективная температура — около 3295 К.